# Renault Rambler

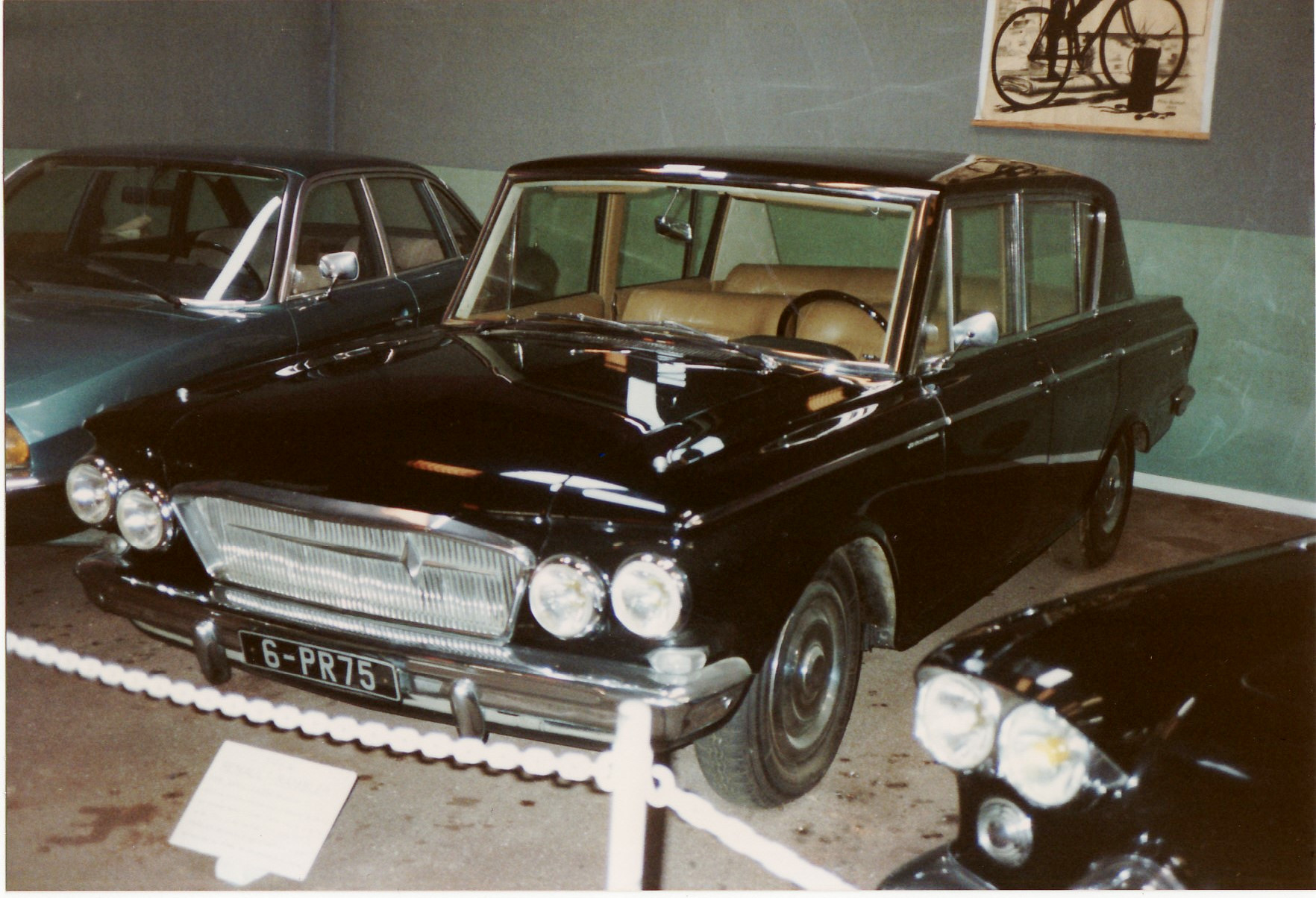
La Renault Rambler «Ambassador»

La Renault Rambler è una berlina mid-size prodotta e commercializzata tra il 1962 e il 1967 dalla casa automobilistica francese Renault.
Le Renault Rambler furono assemblate negli stabilimenti di Renault a Haren/Vilvoorde a partire da kit complete knock down della Rambler Classic di AMC, e furono commercializzate da Renault in Francia, Belgio, Paesi Bassi, Lussemburgo, Austria e Algeria.
Altre Rambler furono assemblate negli stabilimenti IKA a Córdoba, nei quali Renault era azionista, dal 1962 al 1971.
Nel 1962, il carrozziere Henri Chapron realizza la versione «Ambassador», per sostituire la DS presidenziale del Generale de Gaulle, senza successo.